# Lycoris shaanxiensis
Lycoris shaanxiensis är en amaryllisväxtart som beskrevs av Y.Xu och Z.B.Hu. Lycoris shaanxiensis ingår i släktet Lycoris och familjen amaryllisväxter. Inga underarter finns listade i Catalogue of Life.